# Ryno Pieterse
Pour les articles homonymes, voir Pieterse.
Pas d'image ? Cliquez ici

a Compétitions nationales et continentales officielles uniquement.

Dernière mise à jour le 16 juin 2025.
Ryno Pieterse, né le 6 août 1998 à Witbank (Afrique du Sud), est un joueur de rugby à XV sud-africain, évoluant aux postes de deuxième ligne ou de troisième ligne aile.

## Biographie
Après être avoir été scolarisé à la Hoërskool Garsfontein de Pretoria, Ryno Pieterse suit sa formation avec l'académie des Blue Bulls, avec qui il dispute la Craven Week en 2016. Il représente également l'équipe d'Afrique du sud scolaire A. En 2018, il participe avec le statut d'apprenti aux entrainements de l'effectif professionnel des Bulls.
En 2020, il obtient un contrat professionnel avec les Bulls pour disputer la saison de Super Rugby. Il joue son premier match le 31 janvier 2020 contre les Sharks. Il joue trois rencontres lors cette première saison, toutes comme remplaçant, avant que la saison ne soit arrêtée à cause de la pandémie de Covid-19.
En juin 2020, il rejoint le club français du Castres olympique, avec qui il évolue dans un premier temps en Espoir,. Il joue son premier match en Top 14 le 17 octobre 2020 contre le Stade rochelais. Après ce premier match, il doit attendre décembre 2020 pour faire son retour dans l'équipe, profitant alors de la blessure de Tom Staniforth et la suspension de Hans N'Kinsi, et effectue une série de bonnes performances,.
En septembre 2021, il est suspendu douze semaines après avoir commis un placage dangereux sur le demi de mêlée de Bordeaux Bègles Maxime Lucu,. Peu après son retour de suspension, il prolonge son contrat avec Castres jusqu'en 2024,.
Lors de la saison 2023-2024, il reste longtemps écarté des terrains à cause de blessures (poignet puis cheville), et ne joue que quatre rencontres,. Arrivant en fin de contrat en juin 2024, il n'est alors pas conservé et quitte le club.
Après plusieurs mois sans club, il s'engage en décembre 2024 avec le FC Grenoble en Pro D2, en tant que joker médical de Brandon Nansen,. Il devient rapidement un joueur important de l'effectif grenoblois lors de son passage. Son contrat se termine au bout de trois mois avec le retour de blessure de Nansen, et il quitte le club isérois après sept matchs joués. 

## Palmarès
- Finaliste du Championnat de France en 2022 avec le Castres olympique.